# Antoni Edward Odyniec
Antoni Edward Odyniec, född 25 januari 1804 i Giejstuny, död 15 januari 1885 i Warszawa, var en polsk författare.
Odyniec var 1829 Adam Mickiewicz följaktig på hans första utrikes resa i Tyskland och Schweiz och uppehöll sig sedermera någon tid i Dresden. Han utgav 1840–59 den officiella tidningen "Kuryer wilenski".
Odyniec var romantiker, en lärjunge av Mickiewicz. Han översatte till polska dikter av George Gordon Byron, Walter Scott, Thomas Moore och Friedrich Schiller, utgav redan 1825 ett häfte Poezye (ballader och legender) och försökte sig även på dramatiskt författarskap. Hans dramer (Felicyta, 1849; Barbara Radziwiłłowna, 1858; Jerzy Lubomirski, 1861) var dock mindre framstående. Hans resebrev, Listy z podrózy (fyra band, 1875–78) är viktiga för Mickiewicz biografi. Av Odyniecs originaldikter utkom 1875 fjärde upplagan (fyra band).